# Publicani
Publicani (sing. publicanus), eingedeutscht Publikanen, waren in der Zeit der römischen Republik und des Prinzipats diejenigen Geschäftsleute, die im Staatsaufträge im Allgemeinen, insbesondere aber Aufträge als Steuerpächter in den Provinzen übernahmen. Im engeren Sinne zeichnete sich das Publikanen-Geschäft dadurch aus, dass der Interessent einen Auftrag ersteigerte, also zur Durchführung des Auftrages in Vorleistung ging. Zumeist schlossen sich dafür mehrere Publikanen zu einer Pachtgesellschaft, einer societas publicanorum, zusammen. Diese schlossen in der Regel Zeitverträge mit dem Senat, in denen die öffentlich festgelegte zu erhebende Summe und die einzelnen Steuersätze festgelegt wurden. Bedeutendes epigraphisches Zeugnis über Vergaberichtlinien im Einzelnen und die Organisation einer societas publicanorum legen beispielsweise die leges libitinariae bzw. die lex Puteolana parieti faciendo ab. Klauseln in den Verträgen eröffneten den Publicani mittels der zugestandenen legis actio per pignoris capionem gegen säumige Steuerzahler zu vollstrecken.
Im Deutschen unüblich ist die Bezeichnung der Publicani als Publikaner; damit werden vielmehr die Katharer bzw. ihnen nahestehende Gruppen des 12. Jahrhunderts bezeichnet.

## Hintergrund
Das System der privatwirtschaftlichen Tätigkeit im Auftrag des Staates, dessen Blütezeit vom zweiten vorchristlichen bis zum ersten nachchristlichen Jahrhundert anzusetzen ist, gab dem römischen Staat die Möglichkeit, weit ausgreifend zu handeln, ohne die stadtstaatlichen Verwaltungsstrukturen entsprechend anpassen und einen eigenen Finanzapparat etablieren zu müssen: Risiko und organisatorischer Aufwand lagen ganz bei Privatleuten. Dem Staat war das Steueraufkommen garantiert, denn die Publicani mussten Bürgen stellen, die bei Mindereinnahmen aus den Erhebungen für die Fehlsummen hafteten. Die Finanzkontrolle war in republikanischer Zeit allerdings recht unterentwickelt, zuständig waren die Censoren, was häufig zu strafbarem Erhebungsmissbrauch (Wucher) führte. Das wiederum führte dazu, dass die Kaiser seit Tiberius dieses Marktfeld sukzessive zurückdrängten und Erhebungen letztlich Sklaven und Freigelassenen übertrugen. In der Spätantike ging die Zuständigkeit der Steuereintreibung an die Verwaltungsbeamten (Berufsbildveränderung der Prätorianerpräfekten) über, deren Kompetenzen umfänglich waren bezüglich der Steuervorveranschlagung.
Beziehen sich frühe Beispiele publikanischer Tätigkeit auf römische Bauprojekte, so sind die Publikanen nicht zuletzt deshalb in die Geschichte eingegangen, weil sie in manchen römischen Herrschaftsgebieten das Recht der Steuereintreibung hatten (sogenannte Steuerpacht). Unter günstigen Bedingungen bot diese Pacht hervorragende Renditen, das heißt, das eingesetzte Kapital konnte bisweilen um ein Vielfaches wieder hereingeholt werden. Während der römische Staat also kurzfristig und relativ risikolos in den Genuss von Geldmitteln kam, konnten die Publikanen mittelfristig große Gewinne einstreichen. Da die Senatoren in der späten Republik keine Handels- und Schiffsgeschäfte mehr ausüben durften (besonders nach der lex Claudia de nave senatorum von 218 v. Chr.), begünstigte die römische Praxis der Staatspacht den wirtschaftlichen Aufstieg des Standes der equites (Ritter), deren publikanisch tätige Mitglieder auch bisweilen geradezu als eigener Stand bezeichnet wurden (ordo publicanorum). Der wirtschaftliche Aufstieg resultierte also nicht nur aus dem einbehaltenen, manchmal übermäßigem Anteil an den einzutreibenden Steuern, sondern auch aus der damit verbundenen Möglichkeit, sich wirtschaftlich zu betätigen, z. B. als Getreidehändler und Geldverleiher.

## Auswüchse des Systems in der Provinz Asia
Die Publikanen der römischen Provinz Asia organisierten den Handel mit kleinasiatischen Sklaven, die als Leibeigene ihrer Landesherren von diesen nach Italien verkauft wurden. Wegen ihrer Rücksichtslosigkeit waren sie bei der einheimischen Bevölkerung und den Kaufleuten verhasst. König Mithridates von Pontos ließ im Ersten Mithridatischen Krieg nach antiken Quellen in der Vesper von Ephesos 88 v. Chr. angeblich 80.000 Publicani und andere Italiker in der Provinz Asia töten – diese zweifellos übertriebene Zahl verdeutlicht, welchen Schock diese Nachricht in Rom auslöste – und versprach den Städten, die sich einer von ihm unterstützten Rebellion gegen die Römer anschlossen, fünf Jahre Steuerfreiheit. Seit der Zeit Sullas gab es Versuche, die Steuern der Städte in den kleinasiatischen Provinzen direkt von den Provinzialverwaltungen einzutreiben. Nach Ende der Mithridatischen Kriege lebte die räuberische Verwaltungspraxis jedoch wieder auf. Lucius Licinius Lucullus versuchte mit geringem Erfolg, sie zu reformieren. Erst Quintus Tullius Cicero gelang es als Statthalter der Provinz Asia um 60 v. Chr., einige verheerende Auswüchse des Systems, vor allem die Überbesteuerung, einzudämmen.

## Africa
In Ägypten, das unter den römischen Provinzen eine Sonderrolle einnahm, war häufiger Straftatbestand die Steuerflucht. Vespasian ordnete daher das Prinzip der Kollegialhaftung an, sodass Mindereinnahmen in einem Bezirk den anderen Bezirken in ausgleichender Höhe zugeschlagen wurden. Trajan sorgte sogar dafür, dass individuelle Steuerschulden auf alle Grundeigentümer eines Bezirks umgeschlagen wurden. Diese Maßnahme entsprach einem Strafaufschlag wegen Steuerflucht.

## Vor- und Nachteile des Systems
Das System der Publikanen im Bereich der Steuer- bzw. Abgabenerhebung ermöglichte es der immer noch wie ein Stadtstaat organisierten Römischen Republik, in einer Phase schneller Expansion eine Zeitlang an ihrem alten Verwaltungssystem festzuhalten und den aufwändigen Aufbau einer große Teile des östlichen Mittelmeerraums umspannenden straffen Finanzverwaltung zunächst zu vermeiden. In modernen Kategorien würde man vom Outsourcing wichtiger Kernaufgaben einer staatlichen Verwaltung sprechen. Das System der Publikanen brachte jedoch auch große Nachteile mit sich, die letztlich dazu führten, dass es überwunden bzw. verändert werden musste:
Überbietung
Der Wettbewerb zwischen verschiedenen Bietern konnte leicht zu einer Übersteigerung führen, das heißt, zu Aufwendungen, die nachfolgend nicht mehr gedeckt werden konnten
Fehlende Nachhaltigkeit
Da das Steuereintreibungsrecht immer nur für eine gewisse Zeitspanne (lustrum) in einem bestimmten Raum galt, bestand bei den Nutznießern kein besonderes Interesse, die örtlichen Ressourcen über den Zeitraum hinaus zu schonen
Fehlende Flexibilität
Da der Publikan mit großen Geldmitteln auf eigenes Risiko in Vorleistung gegangen war, bestand für ihn die Notwendigkeit, die Steuern bzw. Abgaben unabhängig davon einzutreiben, ob die örtlichen Bedingungen diese Abgabenlast überhaupt erlaubten (z. B. bei Missernten, die in der von Regenfällen abhängigen Landwirtschaft der Provinz Asia nicht selten waren, oder bei erfolgreichen Überfällen von Piraten auf Schiffe)
Fehlende staatliche Kontrolle
Da das Publikanen-System anstelle staatlicher Strukturen funktionierte, ergab sich das Problem der fehlenden Missbrauchskontrolle durch den Staat
Eigendynamik des Systems
Das Verhalten der Publikanen als allmächtige „Herrscher“ vor Ort führte zu zahlreichen Konflikten mit der einheimischen Bevölkerung, für deren Kosten oft der römische Staat aufkommen musste.

## Ähnliche Systeme
Das römische System der Steuerpächter verbreitete sich im Mittelalter über die italienischen Stadtstaaten in vielen romanischen Ländern und auch im Rheinland. In Frankreich existierte es mit vergleichbaren Vor- und Nachteilen bis zur Französischen Revolution. Seit dem 16. Jahrhundert erfolgte die Steuereintreibung auch im Osmanischen Reich oft in Steuerpacht (iltizam, später malikâne) durch einen Steuerpächter (mültezim).